# جوزيف فينيغان
جوزيف فينيغان (بالإنجليزية: Joseph Finnegan)‏ هو عالم تعمية أمريكي، ولد في 12 أبريل 1905، وتوفي في 8 سبتمبر 1980.